# Copa Sesquicentenário do Estado do Paraná
A Copa Sesquicentenário do Estado do Paraná foi realizada em comemoração aos 150 anos de emancipação política do Paraná. A competição envolveu 400 equipes, incluindo profissionais e amadoras, divididas em três grupos.

## Regulamento
O regulamento prevê a semifinal com a participação de dois clubes do Grupo A (que reunirá times da primeira divisão), um do Grupo B (com integrantes da segunda e terceira divisões) e um do Grupo C (clubes amadores) com final em jogo único.

## Primeira Fase

### Grupo A

#### Fórmula de disputa
- Grupo Sul: Os 5 clubes jogam todos contra todos em dois turnos. Classificam-se para a decisão os 2 Primeiros colocados.
- Grupo Norte: Os 4 clubes em disputa eliminatória, com confrontos de ida e volta, em caso de empate no saldo de gols a decisão será nos pênaltis. Classificam-se para a Decisão os 2 primeiros colocados.
- Decisão: Os 4 clubes em disputa eliminatória, com confrontos de ida e volta, se por acaso uma equipe vencer o primeiro jogo e perder o segundo, a decisão vai para a prorrogação não importando saldo de gols, quem marcar primeiro se classifica, persistindo o empate a vaga será decidida nos pênaltis. Os vencedores avançam para a Fase Final.

#### Grupo Sul
| Pos | Equipes             | Pts | J | V | E | D | GP | GC | SG |
| --- | ------------------- | --- | - | - | - | - | -- | -- | -- |
| 1   | Atlético Paranaense | 19  | 8 | 6 | 1 | 1 | 14 | 5  | +9 |
| 2   | Coritiba            | 14  | 8 | 4 | 2 | 2 | 13 | 11 | +2 |
| 3   | Malutrom            | 9   | 2 | 3 | 3 | 2 | 12 | 13 | –1 |
| 4   | Rio Branco          | 8   | 8 | 2 | 2 | 4 | 5  | 10 | –5 |
| 5   | Paraná              | 5   | 8 | 1 | 2 | 5 | 5  | 10 | –5 |

|                     | CAP | COR | MAL | PAR | RIO |
| ------------------- | --- | --- | --- | --- | --- |
| Atlético Paranaense | —   | 2–0 | 4–2 | 1–0 | 1–0 |
| Coritiba            | 1–1 | —   | 3–2 | 1–1 | 3–2 |
| Malutrom            | 2–1 | 2–3 | —   | 4-2 | 0-0 |
| Paraná              | 0–1 | 1–0 | 0–0 | —   | 1–2 |
| Rio Branco          | 0–3 | 0–2 | 0–0 | 1–0 | —   |

|  |                                           |
|  | Zona de classificação para a próxima fase |

#### Grupo Norte
|  | Semifinais        | Semifinais | Semifinais |  |  | Final             | Final | Final |
|  |                   |            |            |  |  |                   |       |       |
|  | Grêmio Maringá    | 1          | 1(2)       |  |  |                   |       |       |
|  | Londrina          | 1          | 1(3)       |  |  |                   |       |       |
|  |                   |            |            |  |  | Londrina          | 1     | 0     |
|  |                   |            |            |  |  | Francisco Beltrão | 1     | 2     |
|  | União Bandeirante | 1          | 0          |  |  |                   |       |       |
|  | Francisco Beltrão | 2          | 2          |  |  |                   |       |       |

#### Decisão
| Time 1                 | Total     | Time 2   | ida | volta |
| ---------------------- | --------- | -------- | --- | ----- |
| Atlético Paranaense[1] | 2-3 (1-0) | Londrina | 2-1 | 0-2   |
| Francisco Beltrão      | 4-3       | Coritiba | 1-2 | 1-1   |

[1] Atlético Paranaense venceu na prorrogação.

### Grupo B

#### Fórmula de disputa
- Primeira Fase: Os 6 clubes em disputa eliminatória, com confrontos de ida e volta. Classificam-se para a Decisão os 3 vencedores e mais a melhor equipe perdedora.
- Segunda Fase: Os 4 clubes em disputa eliminatória, com confrontos de ida e volta, se por acaso uma equipe vencer o primeiro jogo e perder o segundo, a decisão vai para a prorrogação não importando saldo de gols, quem marcar primeiro se classifica, persistindo o empate a vaga será decidida nos pênaltis. Os vencedores avançam para a próxima fase.
- Terceira Fase: Os 4 clubes em disputa eliminatória, com confrontos de ida e volta, se por acaso uma equipe vencer o primeiro jogo e perder o segundo, a decisão vai para a prorrogação não importando saldo de gols, quem marcar primeiro se classifica, persistindo o empate a vaga será decidida nos pênaltis. O vencedor avança para a próxima fase.

#### Primeira Fase
| Time 1                 | Total | Time 2       | ida | volta |
| ---------------------- | ----- | ------------ | --- | ----- |
| Platinense             | 1-1   | Araucária[2] | 1-0 | 0-1   |
| Noroeste               | 0-5   | Nacional[3]  | 0-5 | -     |
| Portuguesa Londrinense | 3-1   | Cianorte     | 2-0 | 1-1   |

- [2]O Araucária classificado como melhor perdedor.
- [3]O Nacional classificou-se devido a desistência do adversário.

#### Segunda Fase
|  | Semifinais             | Semifinais | Semifinais |  |  | Final         | Final | Final |
|  |                        |            |            |  |  |               |       |       |
|  | Platinense[4]          | 4          | 1(5)       |  |  |               |       |       |
|  | Araucária              | 0          | 3(3)       |  |  |               |       |       |
|  |                        |            |            |  |  | Platinense[5] | 1     | 0(1)  |
|  |                        |            |            |  |  | Nacional      | 0     | 4(0)  |
|  | Portuguesa Londrinense | 0          | 1          |  |  |               |       |       |
|  | Nacional               | 0          | 3          |  |  |               |       |       |

- [4]Platinense venceu nos pênaltis.
- [5]Platinense venceu a prorrogação, dando-lhe o título do Grupo B.

### Grupo C

#### Fórmula de disputa
- Times amadores divididos em 8 regiões, disputam de forma eliminatória onde o vencedor se classifica para a Fase Final. Empate leva decisão para os penaltis.

#### Divisão Capital
Primeira Fase
| Time 1              | Total     | Time 2         | ida  | volta |
| ------------------- | --------- | -------------- | ---- | ----- |
| Urano               | 1-3       | Bangu          | 1-0  | 0-3   |
| ARBESC[6]           | 4-4       | Stark Sports   | 1-2  | 3-2   |
| Jardim das Américas | 14-0      | Pinheiros      | 13-0 | 1-0   |
| Vasco da Gama       | 0-2       | Partner        | 0-0  | 0-2   |
| Capão Raso          | 4-5 (5-3) | Santa Trindade | 3-2  | 1-3   |
| Vila Fanny          | 0-0       | Curitiba[7]    | 0-0  | -     |

- [6] ARBESC classificado.
- [7] Curitiba classificado.

Segunda Fase
| Time 1              | Total | Time 2        | ida | volta |
| ------------------- | ----- | ------------- | --- | ----- |
| Jardim das Américas | 4-4   | Capão Raso[8] | 3-2 | 1-2   |
| ARBESC              | 1-6   | Partner       | 0-1 | 1-5   |

- Curitiba e Bangu classificados diretamente para próxima fase.
- [8] Capão Raso classificado.

#### Divisão 1
Guamiranga classificado devido a desistência dos adversário.

#### Divisão 2
|  | Primeira Fase | Primeira Fase | Primeira Fase |  |  | Segunda Fase | Segunda Fase | Segunda Fase |
|  |               |               |               |  |  |              |              |              |
|  |               |               |               |  |  | Pitanga      | 0            | 1            |
|  |               |               |               |  |  | Guarapuava   | 0            | 3            |
|  | Candoi        | 0             | 0             |  |  |              |              |              |
|  | Guarapuava    | 3             | 10            |  |  |              |              |              |

#### Divisão 3
|  | Primeira Fase | Primeira Fase | Primeira Fase |  |  | Segunda Fase | Segunda Fase | Segunda Fase |
|  |               |               |               |  |  |              |              |              |
|  |               |               |               |  |  | Califónia    | 1            | 0            |
|  |               |               |               |  |  | São Pedrense | 3            | 12           |
|  | Arapongas     | 0             | 1             |  |  |              |              |              |
|  | São Pedrense  | 1             | 3             |  |  |              |              |              |

#### Divisão 4
|  | Fase Preliminar |   |   |
|  |                 |   |   |
|  | Centenário      | 3 | 1 |
|  | Santo Inácio    | 3 | 5 |

#### Divisão 5
|  | Primeira Fase | Primeira Fase | Primeira Fase |  |  | Segunda Fase | Segunda Fase | Segunda Fase |
|  |               |               |               |  |  |              |              |              |
|  |               |               |               |  |  | Pioneiro     | 6            | 1            |
|  |               |               |               |  |  | Arapoti      | 1            | 1            |
|  | Jaguariaíva   | 1             | 0             |  |  |              |              |              |
|  | Arapoti       | 1             | 1             |  |  |              |              |              |

#### Divisão 6
|  | Fase Preliminar  |   |   |
|  |                  |   |   |
|  | Quedas do Iguaçu | 2 | 0 |
|  | Botafogo         | 1 | 4 |

#### Divisão 7
Piên classificado devida á desistência dos adversários.

#### Preliminar
|  | Primeira Preliminar | Primeira Preliminar | Primeira Preliminar |  |  | Segunda Preliminar | Segunda Preliminar | Segunda Preliminar |
|  |                     |                     |                     |  |  |                    |                    |                    |
|  | Bangu               | 1                   | 0                   |  |  |                    |                    |                    |
|  | Curitiba            | 2                   | 2                   |  |  |                    |                    |                    |
|  |                     |                     |                     |  |  | Curitiba           | -                  | 0                  |
|  |                     |                     |                     |  |  | Capão Raso[9]      | -                  | 2                  |
|  | Partner             | 3                   | 0(3)                |  |  |                    |                    |                    |
|  | Capão Raso          | 0                   | 3(4)                |  |  |                    |                    |                    |

|  |              |   |   |
|  |              |   |   |
|  | Guaramiranga | 1 | 3 |
|  | Guarapuava   | 1 | 1 |

|  |              |   |   |
|  |              |   |   |
|  | Santo Inácio | 0 | 0 |
|  | São Pedrense | 0 | 2 |

|  |          |   |   |
|  |          |   |   |
|  | Pioneiro | 2 | 1 |
|  | Botafogo | 2 | 2 |

[9] Não houve primeira partida.

#### Decisão
|  | Semifinais   | Semifinais | Semifinais |  |  | Final        | Final | Final |
|  |              |            |            |  |  |              |       |       |
|  | Botafogo     | 2          | 0          |  |  |              |       |       |
|  | São Pedrense | 1          | 5          |  |  |              |       |       |
|  |              |            |            |  |  | São Pedrense | 2     | 0     |
|  |              |            |            |  |  | Capão Raso   | 1     | 3     |
|  | Guamiranga   | 5          | 0          |  |  |              |       |       |
|  | Capão Raso   | 4          | 3          |  |  |              |       |       |

## Fase Final
|  | Semifinais          | Semifinais | Semifinais |  |  | Final               | Final |  |
|  |                     |            |            |  |  |                     |       |  |
|  | Capão Raso          | 0          | 0          |  |  |                     |       |  |
|  | Atlético Paranaense | 0          | 4          |  |  |                     |       |  |
|  |                     |            |            |  |  | Atlético Paranaense | 2     |  |
|  |                     |            |            |  |  | Coritiba            | 1     |  |
|  | Platinense          | 1          | 1          |  |  |                     |       |  |
|  | Coritiba            | 1          | 4          |  |  |                     |       |  |
|  |                     |            |            |  |  |                     |       |  |
|  |                     |            |            |  |  |                     |       |  |
|  |                     |            |            |  |  | Terceiro lugar      |       |  |
|  |                     |            |            |  |  |                     |       |  |
|  |                     |            |            |  |  | Capão Raso          | 1     |  |
|  |                     |            |            |  |  | Platinense          | 2     |  |

## Premiação
| Copa Sesquicentenário do Estado do Paraná |
| Curitiba                                  |
| ----------------------------------------- |
| Atlético Paranaense Campeão               |